# Sadeness (Part I)
"Sadeness (Part I)" é um single de 1990 do projeto musical Enigma. A canção foi o primeiro de quatro singles do primeiro álbum MCMXC a.D. e após o lançamento tornou-se um grande sucesso internacional, alcançando o número 1 em 24 países e os dez primeiros em outros, incluindo os Estados Unidos, onde atingiu a quinta posição no Billboard Hot 100 e número 1 na Hot Dance Club Play.
A voz é da cantora Sandra Cretu, na época casada com o produtor do grupo Enigma, Michael Cretu, e não da modelo que aparece no clipe. A modelo que aparece no clipe é a francesa Cathy Tastet.
O fundo musical tem na introdução e durante a faixa samples da música em canto gregoriano Procedamus in pace! (Vamos em paz!), a antífona que é a segunda faixa do álbum de 1976 Paschale Mysterium do coro alemão Capella Antiqua München do maestro Konrad Ruhland.

## Faixas
4-track CD single for the UK
| N.º | Título                                    | Duração |  |
| 1.  | ""Sadeness Part I" (Radio Edit)"          | 4:16    |  |
| 2.  | ""Sadeness Part I" (Extended Trance Mix)" | 5:04    |  |
| 3.  | ""Sadeness Part I" (Meditation Mix)"      | 3:01    |  |
| 4.  | ""Sadeness Part I" (Violent US Remix)"    | 5:03    |  |

5-track CD single for the U.S.
| N.º | Título                                     | Duração |  |
| 1.  | ""Sadeness Part I" (Violent US Remix)"     | 5:03    |  |
| 2.  | ""Sadeness Part I" (Meditation Mix)"       | 3:01    |  |
| 3.  | ""Sadeness Part I" (Extended Trance Mix)"  | 5:04    |  |
| 4.  | ""Sadeness Part I" (Radio Edit)"           | 4:17    |  |
| 5.  | ""Introit: Benedicta sit sancta Trinitas"" | 3:04    |  |

2-track promotional CD single for Japan
| N.º | Título                               | Duração |  |
| 1.  | ""Sadeness Part I" (Ebi-Kuma Mix)"   |         |  |
| 2.  | ""Sadeness Part I" (Meditation Mix)" |         |  |

2-track 7-Inch single for France
| N.º | Título                               | Duração |  |
| 1.  | ""Sadeness Part I" (Radio Edit)"     | 4:17    |  |
| 2.  | ""Sadeness Part I" (Meditation Mix)" | 2:57    |  |

## Desempenho nas tabelas musicais

### Posições
| Chart (1990/91)                                          | Posição |
| -------------------------------------------------------- | ------- |
| Alemanha German Singles Chart                            | 1       |
| Austrália ARIA Singles Chart                             | 2       |
| Áustria Austrian Singles Chart                           | 1       |
| Bélgica VRT Top 30 Singles Chart                         | 1       |
| Canadá Canadian Singles Chart                            | 2       |
| Dinamarca Danish Singles Chart                           | 1       |
| Espanha Spain (AFYVE)                                    | 1       |
| Estados Unidos Billboard Hot 100 1                       | 5       |
| Estados Unidos Billboard Hot Dance Club Play 1           | 1       |
| Estados Unidos Billboard Modern Rock Tracks 1            | 6       |
| Estados Unidos Billboard Hot R&B Singles                 | 67      |
| União Europeia Eurochart Hot 100 Singles                 | 1       |
| Finlândia Finnish Singles Chart                          | 6       |
| França French SNEP Singles Chart                         | 1       |
| Grécia Greece IFPI Singles Chart                         | 1       |
| Países Baixos Dutch Top 40                               | 1       |
| Irlanda Irish Singles Chart                              | 1       |
| Itália Italian FIMI Singles Chart                        | 1       |
| Japão Japanese Oricon Weekly International Singles Chart | 1       |
| Nova Zelândia New Zealand RIANZ Singles Chart            | 2       |
| Noruega Norwegian VG-lista Singles Chart                 | 1       |
| Reino Unido UK Singles Chart                             | 1       |
| Suécia Swedish Singles Chart                             | 1       |
| Suíça Swiss Singles Chart                                | 1       |

1  "Principles of Lust" ("Sadeness"/ "Find Love" / "Sadeness")

### Chartsde final de ano
| Chart (1991)                       | Posição |
| ---------------------------------- | ------- |
| Austrália Australian Singles Chart | 23      |
| Áustria Austrian Singles Chart     | 8       |
| Estados Unidos Billboard Hot 100   | 63      |
| Países Baixos Dutch Top 40         | 57      |
| Suíça Swiss Singles Chart          | 6       |

### Certificações
| País           | Certificação | Data                   | Vendas  |
| -------------- | ------------ | ---------------------- | ------- |
| Austrália      | Ouro         | 1991                   | 35,000  |
| Áustria        | Ouro         | 15 de abril de 1991    | 15,000  |
| França         | Ouro         | 1991                   | 250,000 |
| Alemanha       | Platina      | 1991                   | 500,000 |
| Países Baixos  | Ouro         | 1991                   | 40,000  |
| Nova Zelândia  | Ouro         | 1991                   | 7,500   |
| Espanha        | Ouro         | 1991                   | 10,000  |
| Suécia         | Ouro         | 21 de novembro de 1991 | 10,000  |
| Reino Unido    | Prata        | 1 de janeiro de 1991   | 200,000 |
| Estados Unidos | Ouro         | 3 de abril de 1991     | 500,000 |